# 年輪蛋糕

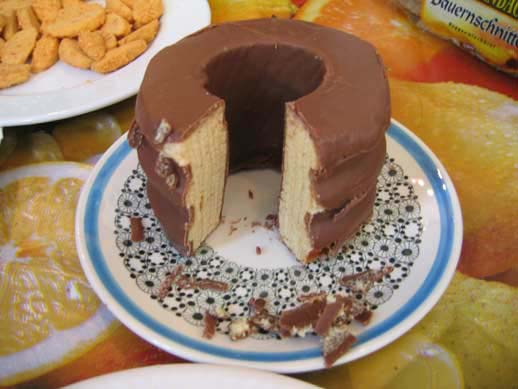
年輪（Baumkuchen）

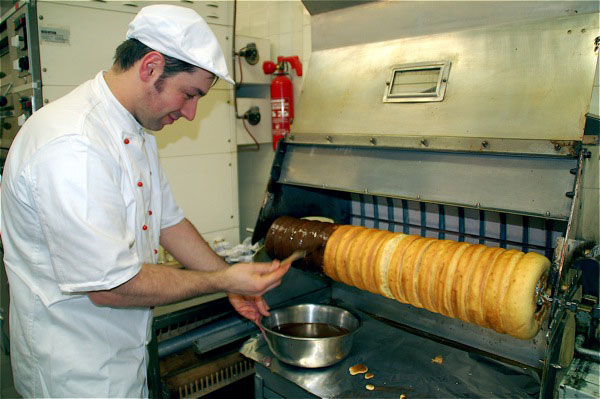
製作過程

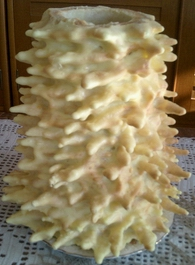
一種年輪蛋糕的變型——在波蘭稱Sękacz ；在立陶宛稱Šakotis

年輪蛋糕（直譯：樹蛋糕）是一種捲成樹幹狀的布莉歐上含有豆蔻和肉桂香味，並且帶有杏仁裝飾的甜點。

## 歷史
年輪蛋糕的起源眾說紛紜，但在十四世紀英國食譜中有記錄同類型的甜點。德國的巴伐利亞州聲稱，至少在十九世紀起巴伐利亞州就有了年輪蛋糕。有一說法是將匈牙利人的kürtőskalács（煙囪蛋糕）改良過後的甜點，其食譜源於十五世紀的德國柏林修道院，由一位職業廚師Marx Rumpolt記載於一五八一年出版的料理書《Ein new Kochbuch》（意思是一本新的料理書），而他在發行食譜前曾在匈牙利與波希米雅擔任廚師過。1682年，一位為Johann Sigismund Elsholtz工作的鄉村醫生也做過類似的甜點。
此外，另一種說法是，早在古希臘和古羅馬時代，征服希臘的羅馬人將這種在原木上以明火烤蛋糕的技術流傳到現今的德國與歐洲地區。

## 材料
年輪蛋糕的基本材料是奶油、雞蛋、糖、香草、鹽和麵粉，通常不需要再加入泡打粉。麵粉、奶油、雞蛋的比例一般分别為1：1：2（即100克麵粉、100克奶油、200克雞蛋），也在麵糊或餡料中加入其他配料，如磨碎的堅果、蜂蜜、杏仁糖、牛軋糖、和蘭姆酒或白蘭地等，来添加滋味。 此外，在某些食譜中，經過完全烘烤且充份冷卻後的年輪蛋糕會塗上果醬或糖霜，再覆蓋上巧克力。

## 作法
這種甜點相當費工，需要精密的烘烤技術與充分時間、人力，故價格也較為昂貴。首先要將可旋轉的炙叉至於電子或瓦斯烤爐（傳統上是柴火），再將一層層的麵糊倒在長長的炙叉上，而隨著炙叉轉動，待每層麵糊都完全烘烤後，再鋪上另一層面糊，依照這樣的規則下去，而糕點師必須將麵糊在加熱過程中完好塑形，會烤出一串中間有小孔的圓柱，通常還會在表面抹上巧克力和加上裝飾。 最終，將圓柱橫切後，切面可以看出一層層加熱的麵糊都會被金黄色的線從下一層分割開來，而形成特殊的環形花紋，就像一棵樹木的年輪。
一個典型的年輪蛋糕是由15到20層麵糊组成的，常見的年輪蛋糕成品有3到4英尺高，也可以是很巨大的如：熟練的糕點師可以制作出25層的蛋糕，重量超過100磅。

## 世界各地的情形
目前，年輪蛋糕在日本是一種相當流行的點心（日文片假譯名為），作為一種祝福的賀禮，在一般的雜貨店也可買到。最早將年輪蛋糕引進日本的是德國麵點師卡爾·尤海姆，他在第一次世界大戰青岛战役後作為俘虜從青島移送至日本。
年輪蛋糕為轉（炙）叉蛋糕的一種類，在世界各地也發展出不同的變型，像是在立陶宛稱「樹蛋糕」，在瑞典稱「Spettekaka」。